# عمرو بن بعجة البارقي
عمرو بن بعجة بن أوس بن صريم البارقي (نحو 30 ق هـ - 52 هـ / 592م - 672م): صحابي، وهو الذي روى عنه سلام بن عمرو اليشكري قائلاً: «عَنْ رَجُلٍ مِنْ أصْحَابِ النَّبِيِّ ﷺ قال: قَالَ النَّبِيُّ ﷺ: أرِقَّاؤُكُمْ إِخْوَانُكُمْ، فَأحْسِنُوا إِلَيْهِمْ، اسْتَعِينُوهُمْ عَلَى مَا غَلَبَكُمْ، وَأعِينُوهُمْ عَلَى مَا غُلِبُوا».وكان عمرو بن بعجة من الأعيان المقدمين في صدر الإسلام، وأبيه بعجة بن أوس البارقي من أشراف العرب في الجاهلية. يحدث عنه: سلام بن عمرو اليشكري، كما أدركه التابعي الشهير أبو إسحاق السبيعي وحدث عنه.
نزل عمرو الكوفة في خلافة عمر بن الخطاب، وكان قد شهد هو وقومه معارك تحرير العراق وهم طليعة جيش سعد بن أبي وقاص من المدينة إلى العراق،قال الطبري: «خرج سعد بن أبي وقاص من المدينة قاصدا العراق في أربعة آلاف، ثلاثة ممن قدم عليه من اليمن والسراة وعلى أهل السروات حميضة بن النعمان بن حميضة البارقي وهم بارق».وروى أبي إسحاق عن عمرو بن بعجة أنه رأى ابن عمر يساوم سمرة بن جعونة في ثوب ديباج مما أصابه يوم جلولاء،وكان ابن عمر قد شهد معركة جلولاء أيضاً.
وكان عمرو من أصحاب الخليفة علي بن أبي طالب، وذكره الطبري في خواصُّ علي، وقال: «مالك بن الحارث النّخعي‌، وأبو العياش - أبو عياش الزرقي -،  والأصبغ بن نباته‌، وكليب الأودي بن علا، وعمر بن بعجة». وشهد عمرو مع عليا وقعة صفين، وكان معه بعد أن خرج من النخيلة بمن معه على المدائن واستنفاره مقاتلتها للخروج لصفين، ومما يتصل بذلك قول عمرو بن بعجة:«أُتي علي بدابة دهقان بالمدائن ليركبها، فلما وضع يده على قربوس السرج زلت يده، فقال: ماهذا؟! أديباج؟ قالوا: نعم، فلم يركب».وفي رواية أخرى: «أن عليا أُتي بدابة عليها سرج حرير، فنزع صفته ثم ركب». كما ورد عمرو بن بعجة المدائن في صحبة علي بن أبي طالب لما خرج في حرب الخوارج بالنهروان.
وكان حكيماً مقدماً ومؤثراُ على أهل الكوفة، عاش إلى أيام وفاة الحسن بن علي ومقتل عمرو بن الحمق، فجاء في الطبقات الكبيرعن عمرو بن بعجة قال: «أول ذل دخل على العرب موت الْحَسَن بْن عَلِيّ»، أما أبو بكر بن أبي شيبة فروى بسنده عن عمرو بن بعجة قال:«إن أول ذل دخل على العرب قتل الحسين بن علي وادعاء زياد»،والصواب ما رواه ابن سعد.ولما بلغه مقتل عمرو بن الحمق، قال: «أول رأس أهدي في الإسلام رأس عمرو بن الحمق، أهدي إلى معاوية». فاشتهرت مقولات عمرو بن بعجة في الكوفة، فرددها الناس حتى نسبة إلى غيره، وفي ذلك يقول ابن الأثير: «كان الناس يقولون أول ذل دخل الكوفة موت الحسن بن علي، وقتل حجر، ودعوة زياد».

## النسب
- هو: عمرو بن بعجة بن أَوس بن صُريم - يشكر - بن الحارث بن مالك بن أَنمار بن كنانة البارقي ينتهي نسبه إلى بارق بن عدي بن حارثة بن عمرو مزيقياء.[22][23]وقد صحف اسم أبيه إلى نعجة ونفخة وشحة وغير ذلك.[24][25]
- أبيه: بعجة بن أوس بن صريم: من أشراف العرب في الجاهلية، لم يدرك الإسلام.[26][27]